# Zasada stanów odpowiadających sobie
Zasada stanów odpowiadających sobie (teoria stanów odpowiadających sobie) – twierdzenie, że dwa różne płyny są w tym samym stanie fizycznym w charakterystycznych dla nich punktach krytycznych oraz w punktach jednakowo oddalonych od punktu krytycznego; miarą tego oddalenia są wartości zredukowanych parametrów stanu układu {\displaystyle \pi ,\phi ,\tau }, nazywanych również pseudozredukowanymi (zob. ciśnienie pseudozredukowane, temperatura pseudozredukowana).
Pojęcie „stanów odpowiadających sobie” wprowadził Johannes Diderik van der Waals (1880), laureat Nagrody Nobla w dziedzinie fizyki (1910) za opracowanie równania stanu płynów rzeczywistych.
Zasada nie jest spełniana ściśle, jednak wielokrotnie eksperymentalnie potwierdzono, że gdy gazy rzeczywiste o podobnej budowie mają jednakowe dwa spośród trzech parametrów zredukowanych, to również trzeci z tych parametrów ma dla obu taką samą wartość. Tę wartość można obliczyć korzystając ze „zredukowanego równania van der Waalsa” – funkcji zawierającej wyłącznie parametry zredukowane:
{\displaystyle f(\pi ,\phi ,\tau )=0.}
W wersji rozwiniętej na podstawie danych doświadczalnych – spełnianej w szerszym zakresie – zasada stanów odpowiadających sobie jest zapisywana w formie:
{\displaystyle f(\pi ,\phi ,\tau ,A)=0,}
gdzie {\displaystyle A} oznacza dodatkowe tzw. kryterium określające, dobierane zależnie od indywidualnych właściwości ciał. Często za takie kryterium uznaje się współczynnik ściśliwości w punkcie krytycznym.

## Równania Clapeyrona i van der Waalsa

Wykres fazowy w układzie p-V-T

W roku 1873 J.D. van der Waals opracował równanie stanu płynów rzeczywistych, będące istotną modyfikacją równania stanu gazu doskonałego B. Clapeyrona (1834). Dla jednego mola substancji (n=1) oba równania mają postać:
- „gaz doskonały”:

{\displaystyle pV=RT}
{\displaystyle {\frac {pV}{RT}}=1}
- „gaz van der Waalsa”:

{\displaystyle \left(p+{\frac {a}{V^{2}}}\right)(V-b)=RT}
{\displaystyle {\frac {pV}{RT}}=Z\quad {}} (różny od jedności współczynnik ściśliwości)
W obu powyższych równaniach stanu występują symbole:
- {\displaystyle p} – ciśnienie,
- {\displaystyle V} – objętość molowa,
- {\displaystyle T} – temperatura bezwzględna [K],
- {\displaystyle R} – uniwersalna stała gazowa.

Modyfikacje wprowadzone przez van der Waalsa polegały na uwzględnieniu dwóch zasadniczych cech gazu rzeczywistego. W przeciwieństwie do „gazu doskonałego”, cząsteczki „gazu van der Wallsa”:
- wykazują wzajemnie oddziaływania, co znajduje wyraz w wartości {\displaystyle a/V^{2},}
- mają określone wymiary (zob. promień van der Waalsa), co znajduje wyraz w wartości poprawki {\displaystyle b.}

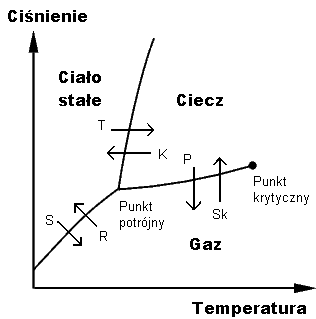
Nachylenie krzywych izochorycznych przemian fazowych w stałej objętości:
P, Sk – parowanie i skraplanie,
T, K – topnienie i krystalizacja,
S, R – sublimacja i resublimacja

Wartości stałych {\displaystyle a} i {\displaystyle b} dla różnych gazów można wyznaczyć eksperymentalnie, np. :
1. mierząc wartości parametrów {\displaystyle p,} {\displaystyle T} i {\displaystyle V} w dwóch różnych stanach i rozwiązując otrzymany układ dwóch równań van der Waalsa względem poszukiwanych wartości {\displaystyle a} i {\displaystyle b,}
2. różniczkując względem temperatury w stałej objętości równanie van der Waalsa zapisane w postaci:

{\displaystyle p={\frac {RT}{V-b}}-{\frac {a}{V^{2}}}}
i oznaczając doświadczalnie wielkość zmian ciśnienia wraz ze zmianą temperatury w stałej objętości {\displaystyle V} (pomiary {\displaystyle (\Delta p/\Delta T)_{V}} w wąskim zakresie temperatur). W otrzymanej w ten sposób zależności:
{\displaystyle \left({\frac {\delta p}{\delta T}}\right)_{V}\approx \left({\frac {\Delta p}{\Delta T}}\right)_{V}={\frac {R}{V-b}}}
jedyną nieznaną wartością pozostaje wówczas stała {\displaystyle b.} Wartość stałej {\displaystyle a} można obliczyć korzystając z równania:
{\displaystyle p\approx T\left({\frac {\Delta p}{\Delta T}}\right)_{V}-{\frac {a}{V^{2}}}}
Kolejna metoda obliczania wartości {\displaystyle a} i {\displaystyle b} polega na wykorzystaniu ich związku z doświadczalnie wyznaczanymi parametrami krytycznymi, {\displaystyle p_{\mathrm {k} },} {\displaystyle V_{\mathrm {k} }} i {\displaystyle T_{\mathrm {k} }}.

## Parametry krytyczne

Rodzina izoterm van der Waalsa
p = f (v) w różnych T = const (zob. izoterma)
linie jasnoniebieskie – stan nadkrytyczny izolinie podobne do izolinii gazu doskonałego (zob. przemiana izotermiczna gazu doskonałego),
linia czerwona – izoterma krytyczna z punktem przegięcia K (punkt krytyczny),
linie ciemnoniebieskie – izotermy gazu rzeczywistego i cieczy rzeczywistej w warunkach umożliwiających przemianę fazową („stan podkrytyczny”),
linie zielone – stany metastabilne; FA – izoterma cieczy przegrzanej, CG – izoterma przechłodzonej pary,
proste FG – linie przemian fazowych ciecz-para w dwóch różnych temperaturach (F – punkt wrzenia, G – punkt rosy)

Różnicę między właściwościami gazu i cieczy w stałej temperaturze i pod stałym ciśnieniem ilustruje na wykresie równania van der Waalsa w układzie p-V długość poziomego odcinka między punktem rosy i punktem wrzenia, czyli różnica między objętością molową pary i kondensatu w danej temperaturze. Na izotermach odpowiadających coraz wyższym temperaturom odległość ta jest coraz mniejsza, co wskazuje na zbliżanie się do siebie właściwości obu faz. W punkcie krytycznym, opisanym parametrami {\displaystyle p_{\mathrm {k} },} {\displaystyle V_{\mathrm {k} },} {\displaystyle T_{\mathrm {k} },} para i ciecz stają się nieodróżnialne. Na przechodzącej przez ten punkt izotermie (izoterma krytyczna) zamiast poziomego odcinka, łączącego punkty obu faz, występuje punkt przegięcia (punkt krytyczny). W wyższych temperaturach izotermy są coraz bardziej podobne do izotermy gazu doskonałego (zob. równanie Clapeyrona).
Związek między wartościami stałych van der Waalsa i parametrami krytycznymi można określić korzystając z definicji punktu przegięcia:
{\displaystyle \left({\frac {\mathrm {\delta } p}{\mathrm {\delta } V}}\right)_{T_{\mathrm {k} }}=0\qquad \left({\frac {\mathrm {\delta } ^{2}p}{\mathrm {\delta } V^{2}}}\right)_{T_{\mathrm {k} }}=0\qquad \left({\frac {\mathrm {\delta } ^{3}p}{\mathrm {\delta } V^{3}}}\right)_{T_{\mathrm {k} }}\neq 0}
Stąd dla funkcji:
{\displaystyle p={\frac {RT}{V-b}}-{\frac {a}{V^{2}}}}
w punkcie przegięcia oczekuje się spełnienia zależności:
{\displaystyle \left({\frac {\mathrm {\delta } p}{\mathrm {\delta } V}}\right)_{T}=-{\frac {RT}{(V-b)^{2}}}+{\frac {2a}{V^{3}}}=0,}
{\displaystyle \left({\frac {\mathrm {\delta } ^{2}p}{\mathrm {\delta } V^{2}}}\right)_{T}={\frac {2RT}{(V-b)^{3}}}-{\frac {6a}{V^{4}}}=0.}
Rozwiązaniami układu ostatnich trzech równań są wartości parametrów krytycznych:
{\displaystyle V_{\mathrm {k} }=3b\qquad p_{\mathrm {k} }={\frac {a}{27b^{2}}}\qquad T_{\mathrm {k} }={\frac {8a}{27bR}}}
Przewidywana na tej podstawie wartość współczynnika ściśliwości w punkcie krytycznym (obliczona dla różnych gazów traktowanych jak „gazy van der Waalsa”) wynosi:
{\displaystyle Z_{\mathrm {k} }={\frac {RT_{\mathrm {k} }}{p_{\mathrm {k} }V_{\mathrm {k} }}}={\frac {8}{3}}=2{,}67}
podczas gdy w układach rzeczywistych zmienia się w zakresie 3,1–5,0.
| Gaz | tk [°C] | pk [atm] | Vk [ml/mol] | a [l2atm/mol²] | b [l/mol] | Zk   |
| H2  | -240    | 12,8     | 64,3        | 0,245          | 0,021     | 3,03 |
| He  | -267,9  | 2,26     | 60,6        | 0,0341         | 0,0237    | 3,08 |
| N2  | -147,1  | 33,5     | 56,2        | 1,345          | 0,0385    | 3,42 |
| O2  | -118,8  | 49,7     | 74,3        | 1,36           | 0,0318    | 3,42 |
| CO2 | 31      | 72,9     | 96,1        | 3,6            | 0,0427    | 3,48 |
| NH3 | 132,4   | 111,5    | 72,4        | 4,17           | 0,0373    | 4,13 |
| H2O | 374,2   | 217,6    | 56,8        | 5,47           | 0,0326    | 4,47 |

Zestawienie przykładów wskazuje, że stan różnych gazów, znajdujących się w stanie krytycznym, nie jest jednakowy (np. {\displaystyle Z_{\mathrm {k} }\neq 2{,}67,V_{\mathrm {k} }\neq 3b}). Odchylenia od założenia, że różne gazy w punkcie krytycznym znajdują się w stanach odpowiadających sobie, wiąże się często z różną polarnością cząsteczek i różną skłonnością do asocjacji (szczególnie duże odchylenia od założeń modelu stwierdza się w przypadku wody, alkoholi i innych cząsteczek, tworzących asocjaty z wiązaniami wodorowymi). Mimo tych odchyleń wnioski wypływające z omawianej zasady mają wciąż znaczenie praktyczne – są wykorzystywane w czasie przewidywania właściwości gazów pokrewnych chemicznie, zwłaszcza w czasie obliczeń technicznych, które nie wymagają bardzo dużej dokładności.

## Zredukowane równanie van der Waalsa i stany odpowiadające sobie
Przekształcając powyższe zależności parametrów krytycznych od stałych {\displaystyle a} i {\displaystyle b} otrzymuje się:
{\displaystyle a=3V_{\mathrm {k} }^{2}p_{\mathrm {k} }\qquad b={\frac {V_{\mathrm {k} }}{3}}\qquad R={\frac {8}{3}}{\frac {p_{\mathrm {k} }V_{\mathrm {k} }}{T_{\mathrm {k} }}}}
Podstawiając te zależności do równania van der Waalsa uzyskuje się po przekształceniach:
{\displaystyle \left[{\frac {p}{p_{\mathrm {k} }}}+\left({\frac {V_{\mathrm {k} }}{V}}\right)^{2}\right]\left(3{\frac {V}{V_{\mathrm {k} }}}-1\right)=8{\frac {T}{T_{\mathrm {k} }}}.}
Wprowadzenie do tego równania symboli parametrów zredukowanych:
{\displaystyle {\frac {p}{p_{\mathrm {k} }}}=\pi \qquad {\frac {V}{V_{\mathrm {k} }}}=\phi \qquad {\frac {T}{T_{\mathrm {k} }}}=\tau .}
prowadzi do zredukowanego równania van der Waalsa w postaci:
{\displaystyle \left(\pi +{\frac {3}{\phi ^{2}}}\right)\left(3\phi -1\right)=8\tau .}
Zgodnie z modelem gazu van der Waalsa równanie dotyczy wszystkich związków chemicznych. W rzeczywistości fizyczny stan różnych gazów o jednakowych parametrach zredukowanych nie jest identyczny – podobieństwo tych stanów występuje w grupach gazów o podobnych właściwościach chemicznych. W odniesieniu do takich gazów, jak wodór i hel wprowadza się doświadczalne poprawki do wzorów definiujących parametry krytyczne:
{\displaystyle {\frac {p}{p_{\mathrm {k} }+8}}=\pi ,}
{\displaystyle {\frac {T}{T_{\mathrm {k} }+8}}=\tau .}
Mimo ograniczeń zasada stanów odpowiadających sobie jest stosowana w czasie obliczeń technicznych, gdy nie są dostępne odpowiednie doświadczalne wartości potrzebnych parametrów. Większą dokładność takich obliczeń umożliwia stosowanie zmodyfikowanej zasady stanów odpowiadających sobie. Istotą modyfikacji jest uznawanie stanów dwu gazów za „odpowiadające sobie” nie tylko na podstawie kryterium jednakowych parametrów zredukowanych, a również na podstawie dodatkowego tzw. „kryterium określającego” (A), często na podstawie kontroli, czy jednakowy jest również współczynnik ściśliwości w punkcie krytycznym.